# アピキウス (書物)

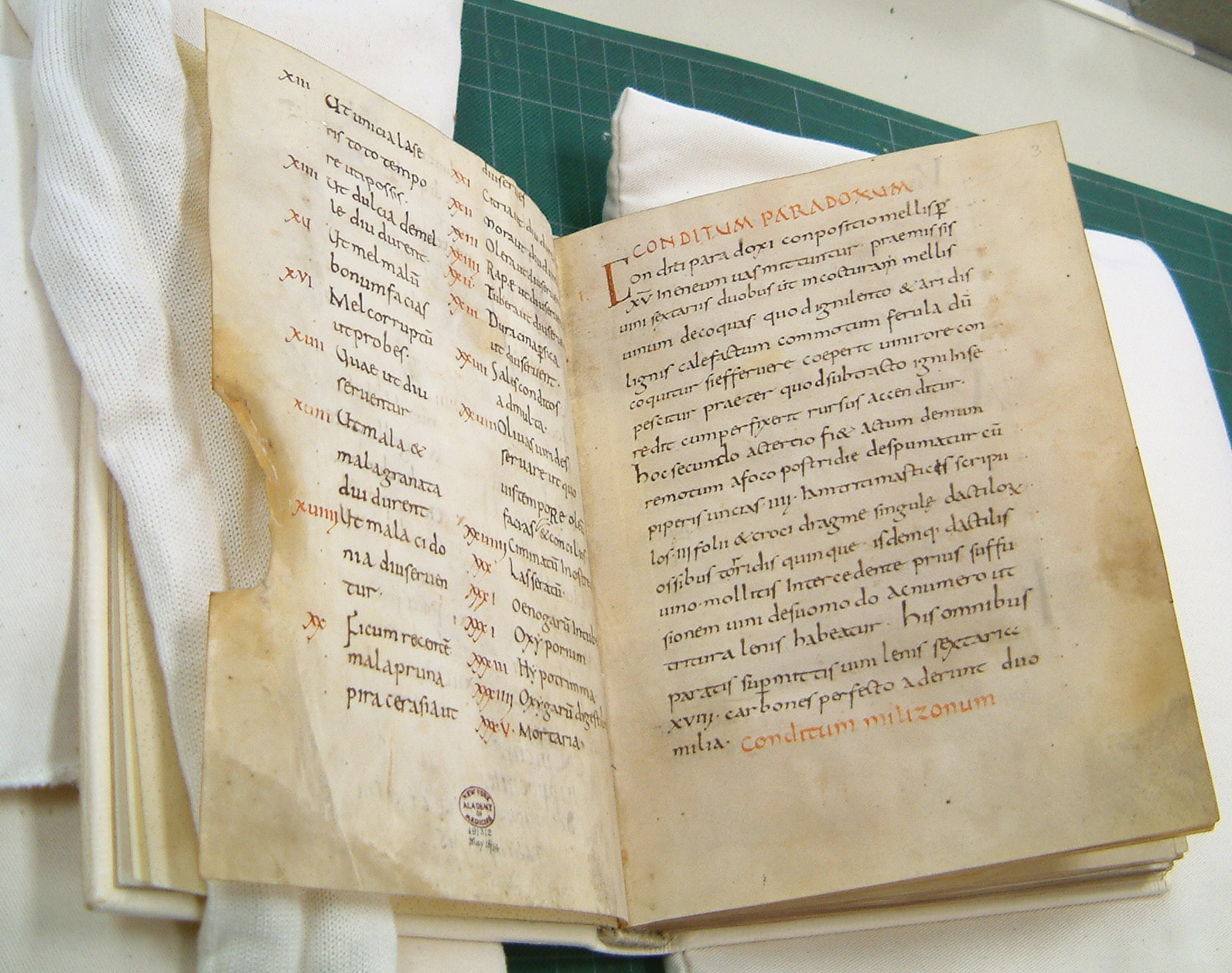
ドイツの フルダ修道院にあった『アピキウス』の写本（西暦900年頃）。ニューヨーク医学アカデミーが1929年に購入した。

『アピキウス』（アピーキウス、アピシウス、ラテン語: Apicius）または『アピキウスの書』『アピキウスの料理帖』『料理帖』『料理書』（ラテン語: De re coquinaria）は、古代ローマの料理の調理法・レシピを集めた料理本である。4世紀末ごろに書かれた。

## 概要
この本は、古代ローマ、1世紀のティベリウス帝の時代の美食家として知られた料理人、マルクス・ガビウス・アピキウスとの関連が、長年言われてきた。この本は、しばしば、マルクス・ガビウス・アピキウスによって書かれたと主張されたが、近代以降の研究により、その人物の著作ではないことが明らかになった。さまざまな時代や土地の料理が編纂されているため、その中にマルクス・ガビウス・アピキウスの著述が含まれている可能性はある。また、同名同様の人物は他にもおり（アピキウス (紀元前1世紀の人物)、アピキウス (2世紀の人物)）彼らとも関連がある可能性がある。キュレネから供給され、1世紀頃に産出が絶えたシルフィウム（正体不明のセリ科の植物から採取された樹脂）がレシピに多く登場するため、少なくとも1世紀頃の記述は含まれていると考えられている。
言語は古典ラテン語よりも俗ラテン語（口語ラテン語）に近い言語で書かれている。
『アピキウス』は料理本・レシピ集である。初期の印刷本では、「料理の題目（英語: On the Subject of Cooking、ラテン語: De re coquinaria）」という表題が付けられた。そして写本の一つヴァチカン所蔵本の表紙に「API CAE」としるされていたこと、3つのレシピがアピキウス風と名付けられていたので、カエリウス・アピキウス（Caelius Apicius）の著作だと推定されたこともある。

## 構成

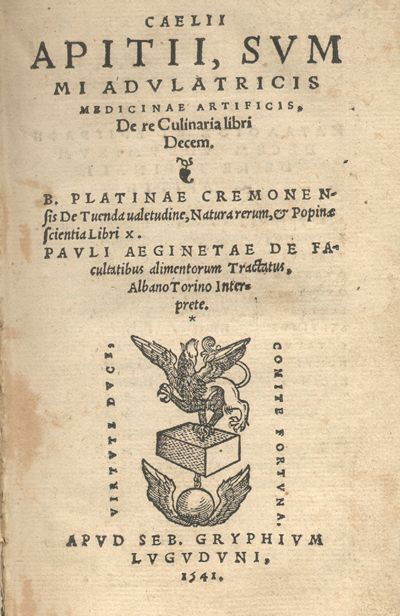
『アピキウス』De re culinaria (リヨン:セバスチャン・グリューフィウス、1541年)

『アピキウス』は全章10巻から構成されておりギリシャ語のタイトルがついている。近代の料理本の構成に似ている。
1. Epimeles — 注意深い家政婦
2. Sarcoptes — 肉挽き機
3. Cepuros — 庭師
4. Pandecter — 多くの材料
5. Ospreon — 豆料理
6. Aeropetes — 鳥料理
7. Polyteles — グルメ
8. Tetrapus — 四足獣
9. Thalassa — 海鮮料理
10. Halieus — 漁師

## 食べ物
『アピキウス』の中に出てくる食物は、地中海盆地周辺の古代世界の日常生活を再現するのにとても役立つ。しかし、そのレシピは当時の最富裕層に合わせた物であり、2つから3つの料理は当時異国の食材であったもの（例：フラミンゴ）を用いている。『アピキウス』からレシピの一例を挙げる(8.6.2-3):
- ALITER HAEDINAM SIVE AGNINAM EXCALDATAM: mittes in caccabum copadia. cepam, coriandrum minutatim succides, teres piper, ligusticum, cuminum, liquamen, oleum, vinum. coques, exinanies in patina, amulo obligas. [Aliter haedinam sive agninam excaldatam] <agnina> a crudo trituram mortario accipere debet, caprina autem cum coquitur accipit trituram.
- 子ヤギかラムシチュー…鍋に切った肉を入れる。みじん切りにしたタマネギ、コリアンダー、粉コショウ、ラベージ、クミン、ガルム、油、ワインを加える。火を通したのち、底の浅い鍋に移し替え、デンプンでとろみをつける。ラムやマトンを使う場合、乳鉢の中身（調味料）は肉が生のうちに加える。ヤギ肉の場合、火が通りかけているときに加える。

ただし多くの場合詳細な分量は記載されておらず、上記のシルフィウムのように失われた材料や、フラミンゴのように今日使用不可能な食材もある。フランスのブリジット・ルプレトル（Brigitte Leprêtre）は実際に自身で調理して35種のレシピを再現しており、日本語訳も出版されている。

## 異本・印刷本・翻訳

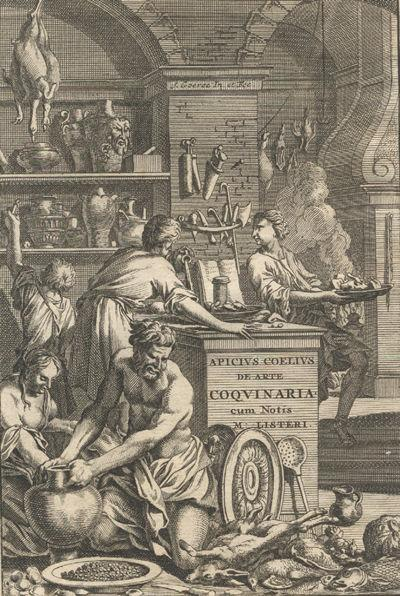
『アピキウス』De opsoniis et condimentis (アムステルダム: J. Waesbergios), 1709年。 マーチン・リスターが個人的に出版した『アピキウス』の版の第2版の口絵である。

通常版の『アピキウス』とは、全く違った写本がある。抜粋本「有名なヴィニダリウスによるアピキウスからの抜粋」(APICI EXCERPTA A VINIDARIO VIR INLV(S)T)である。カロリング朝ルネサンス期以後、即ち8世紀に書かれた写本でパリ国立図書館の写本集　Parisinus latinus   10318 に収録されている。しかし、タイトルとは裏腹に、この小冊子は今日我々が目にする『アピキウス』から抜粋した物でない。しかし、共通する料理もあり、なんらかの関係がある異本である。
現存する通常版の『アピキウス』を校訂・出版した物としては、1498年にミラノで発行された本と、1500年にヴェネツィアで発行された本の2つがある。これ以降の4世紀間に、多くの校訂版が出版された。1867年にハイデルベルクでC. T. Schuch によって出版された校訂版では、通常版の他にヴィニダリウスの抜粋も含まれていて、長い間、定評のある決定版とされた。
1498年（即ち、ミラノで出版された1回目の校訂版）から1936年（ジョセフ・ドマーズ・ベーリングの訳及び著書がなされた校訂版の刊行年）までの間に、『アピキウス』は14回ものラテン語版の校訂本が出版なされた（他に1回、典拠が怪しいが改訂された物もあり）。しかし、他の言語に翻訳される事がなかったが、1852年に初めてイタリア語版が出版された。20世紀に入るまでに、ドイツ語版とフランス語版も出版された。
ベーリングは1936年に英語版で初めて出版し、タイトルは『Cookery and Dining in Imperial Rome』であった。1977年にドーヴァー出版より出版されている。しかし、これは現在では歴史的な興味に留まっている。なぜなら、ベーリングのラテン語の知識は完全な翻訳を行えるほどではなかったこと、さらに、ベーリングの本が世に出てより後に、より実用的な翻訳本が世に出されたからである。1978年にミュラ・ヨコタ 宣子による、日本語訳が出版されている。